# Harel Levy
Harel Levy (Hebreeuws:הראל לוי) (Kibboets Nachshoniem, 5 augustus 1978) is een Israëlisch voormalig professioneel tennisser.
Levy speelde van 1995 tot en met 2011 proftennis. Hij heeft in totaal $ 1.579.692,- bij elkaar gespeeld. Op 25 juni 2001 noteerde Levy in het enkelspel zijn hoogste positie als nummer 30 van de wereldranglijst. In het dubbelspel behaalde hij op 19 mei 2008 zijn beste notering als nummer 71 op de wereldranglijst.
Levy wist samen met zijn Israëlische dubbelpartner Noam Okun in 2005 het toernooi van Istanbul te winnen door in de finale David Škoch en Martin Štěpánek te verslaan.

## Resultaten grandslamtoernooien
| Legenda | Legenda                          |
| ------- | -------------------------------- |
| g.t.    | geen toernooi gehouden           |
| l.c.    | lagere categorie                 |
| –       | niet deelgenomen                 |
| G       | uitgeschakeld in de groepsfase   |
| 1R      | uitgeschakeld in de eerste ronde |
| 2R      | uitgeschakeld in de tweede ronde |
| 3R      | uitgeschakeld in de derde ronde  |
| 4R      | uitgeschakeld in de vierde ronde |
| KF      | uitgeschakeld in de kwartfinale  |
| HF      | uitgeschakeld in de halve finale |
| F       | de finale verloren               |
| W       | het toernooi gewonnen            |
| w-v     | winst/verlies-balans             |

### Enkelspel
| Toernooi        | 2000 | 2001 | 2002 | 2003 | 2004 | 2005 | 2006 | 2007 | 2008 | 2009 | 2010 |
| --------------- | ---- | ---- | ---- | ---- | ---- | ---- | ---- | ---- | ---- | ---- | ---- |
| Australian Open | –    | 2R   | –    | –    | –    | –    | 1R   | –    | 1R   | –    | –    |
| Roland Garros   | 1R   | 2R   | 1R   | –    | 1R   | –    | –    | –    | –    | –    |      |
| Wimbledon       | 2R   | 1R   | 1R   | –    | –    | –    | –    | –    | –    | –    |      |
| US Open         | 1R   | 1R   | 2R   | –    | –    | –    | –    | –    | –    | –    |      |

### Mannendubbelspel
| Toernooi        | 2001 | 2002 | 2003 | 2004 | 2005 | 2006 | 2007 | 2008 | 2009 | 2010 |
| --------------- | ---- | ---- | ---- | ---- | ---- | ---- | ---- | ---- | ---- | ---- |
| Australian Open | 1R   | –    | –    | 1R   | –    | 2R   | –    | 1R   | –    | –    |
| Roland Garros   | –    | –    | –    | 1R   | –    | 2R   | –    | 1R   | –    |      |
| Wimbledon       | 2R   | –    | –    | –    | –    | –    | KF   | 1R   | –    |      |
| US Open         | 1R   | –    | –    | –    | –    | –    | 1R   | –    | –    |      |